# Шангычка
Шангычка — река на полуострове Камчатка. Протекает по территории Быстринского района Камчатского края России.
Длина реки — 21 км. Берёт истоки у подножия южных отрогов горы Дождливая. Впадает в Ичу справа на расстоянии 133 км от её устья.
Гидроним предположительно имеет ительменское происхождение, его точное значение не установлено.
Река является местом нереста лососёвых.
По данным государственного водного реестра России относится к Анадыро-Колымскому бассейновому округу.